# Stattegg
Stattegg ist eine Gemeinde mit 3033 Einwohnern (Stand 1. Jänner 2024) in der Steiermark nördlich angrenzend an Graz, am Fuße des Schöckls.

## Geografie
Stattegg liegt im Tal des Andritzbaches, direkt nördlich des Grazer Stadtbezirkes Andritz. Es erstreckt sich zwischen 387 m und 1340 m Seehöhe am Niederschöckl. Die Gemeinde gehört zum Grazer Bergland. Im Gemeindegebiet befinden sich fünf Berge über 1000 m Höhe: der Zwölferkogel (1192 m), die Erhardhöhe (1049 m), der Hohenberg (1048 m), die Hohe Rannach (1018 m) und als Vorgipfel des Schöckls der Niedere Schöckl (1340 m).

### Gemeindegliederung
Das Gemeindegebiet umfasst folgende 13 Ortschaften (Einwohner Stand 1. Jänner 2024):
- Buch (66)
- Eichberg (258)
- Hochgreit (267)
- Hohenberg (108)
- Hub (635)
- Kalkleiten (58)
- Krail (176)
- Leber (76)
- Mühl (271)
- Neudorf (350)
- Rannach (174)
- Steingraben (19)
- Ursprung (575)

Die Gemeinde besteht aus den beiden Katastralgemeinden Stattegg und Stattegg-St. Veit ob Graz.

### Nachbargemeinden
| Gratkorn | Semriach                                    | Sankt Radegund bei Graz |
| Gratkorn | Kompassrose, die auf Nachbargemeinden zeigt | Weinitzen               |
| Gratkorn | Graz                                        | Graz                    |

## Geschichte
Der Name Stattegg leitet sich vom Namen der Burg ab, die auf einem Hügel errichtet wurde. Die erste Silbe kommt von „sta“ (althochdeutsch: stehen), „eck/egg“" ist ein scharfer Geländewinkel (circa 120 Grad). Weil dort das ebene Land am Berg ansteht, wurde sie „Stadeck“ genannt.
Im Mittelalter waren die Stadecker ein bedeutendes Ministerialengeschlecht (Diener des Landesfürsten). Ihr Stammsitz war die Burg Stadeck im heutigen Ortsteil Hub auf dem Hügel zwischen Huberwirt und Volksschule. Sie stellten einen Erzbischof von Salzburg (Erzbischof Ulrich I. von Stadeck, 26. Erzbischof von Salzburg, 1256–1265), einen Minnesänger, Rudolf von Stadegge und mehrere Landeshauptleute (Leutold von Stadeck (1255), Hartnid von Stadeck (1292–1299), Leutold von Stadeck (1362–1364), Hans von Stadeck (1396–1398)). Im Jahr 1400 sind sie mit dem Tod von Hans von Stadeck und dessen Sohn Leuthold ausgestorben.
Seit 1951 wird der Stattegger Schlossberg von der Freiwilligen Feuerwehr Stattegg als Übungsgelände benützt.

## Kultur und Sehenswürdigkeiten

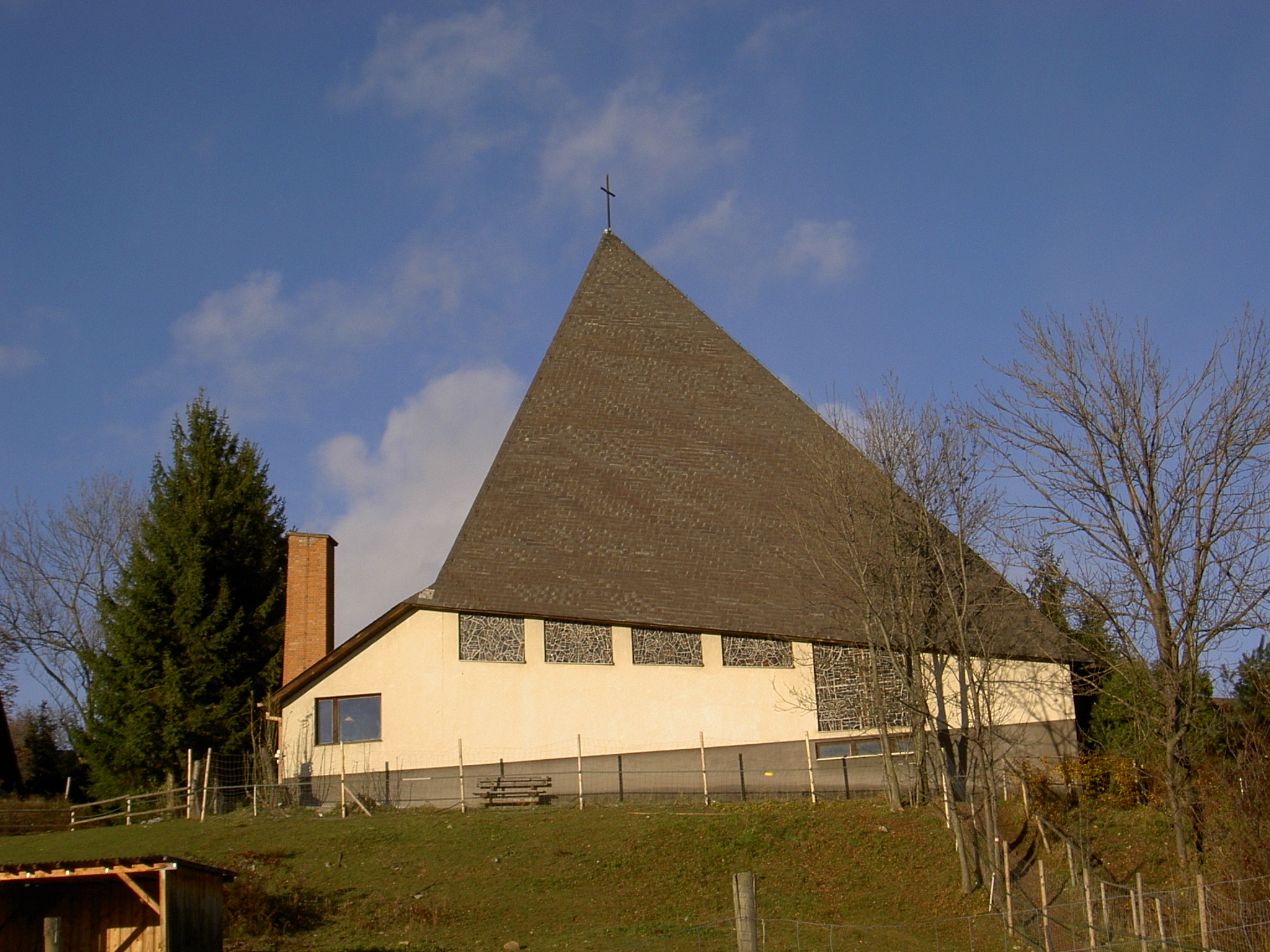
Kirche Maria Schutz in Kalkleiten

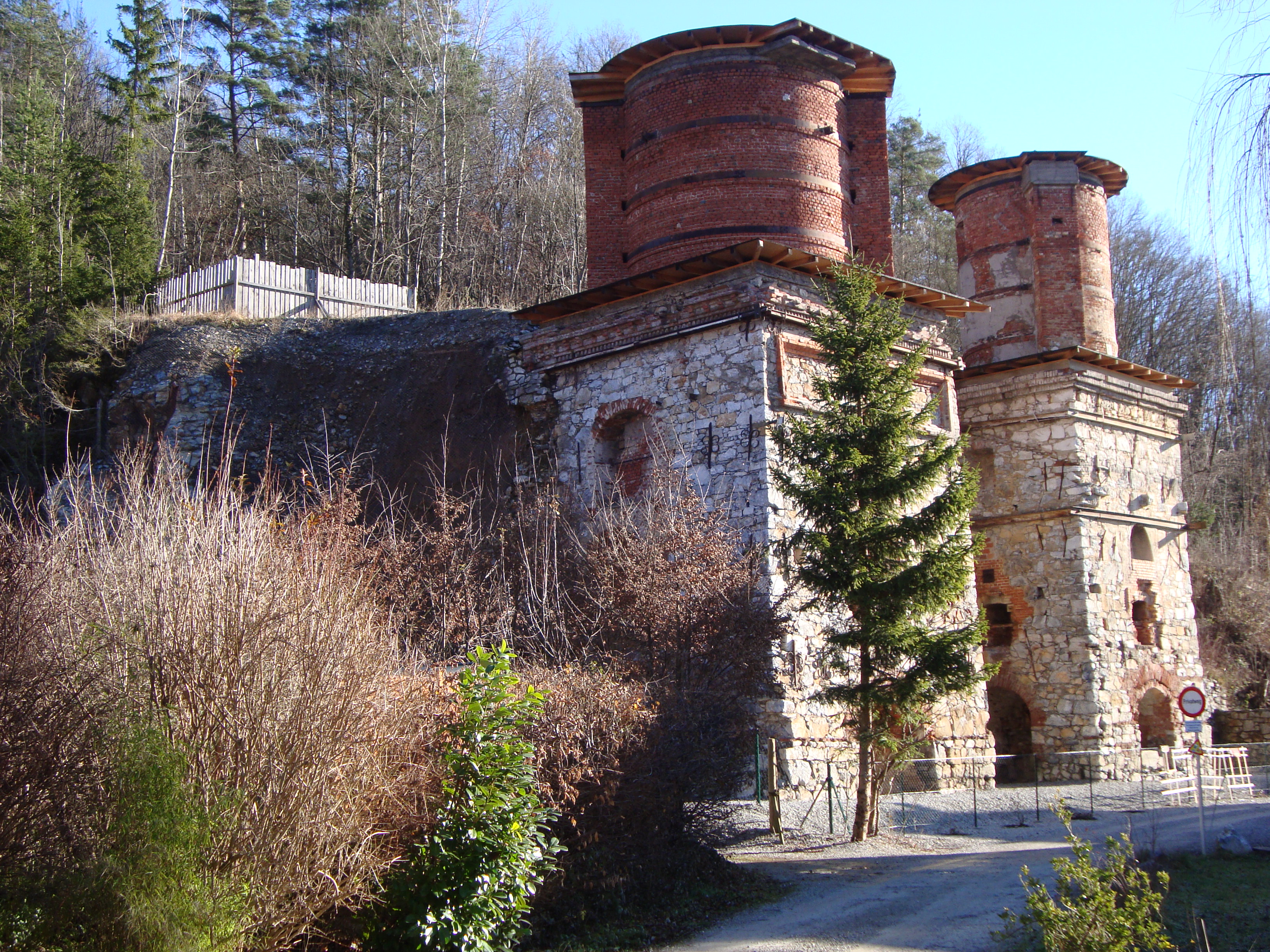
Das alte Kalkwerk

- Kirche Maria Schutz in Kalkleiten, erbaut 1962 (am Hochplateau im Osten am Schöckl)
- Altes Kalk- und Schotterwerk (gegründet 1890, eingestellt 1966, zwei Kalköfen seit 1981 unter Denkmalschutz)
- Andritz-Ursprungquelle (Jakob-Lorber-Begegnungsstätte), wird von vielen als Heilwasser mit besonderen Wirkungen bezeichnet. Untersuchungen zeigen jedoch, dass es sich um einfaches Quellwasser handelt, das in dieser Form im ganzen Alpenraum zu finden ist. Weiters fand man aufgrund der darin schwimmenden Fische und Enten zahlreiche Verunreinigungen des Wassers. Der Quellteich ist von einer 400-jährigen Mauer umgeben.
- Ruinenreste der Burg Stadeck auf dem Stattegger Schlossberg zwischen Huberwirt und Volksschule (heute Festplatz der Freiwilligen Feuerwehr)
- Alpengarten Rannach (auf dem Höhenrücken westlich des Statteggertales, 2007 wieder eröffnet)[3]

## Wirtschaft und Infrastruktur

### Wirtschaftssektoren
Von den 65 landwirtschaftlichen Betrieben des Jahres 2010 wurden 22 im Haupt- und 43 im Nebenerwerb geführt. Die Haupterwerbsbauern bewirtschafteten 65 Prozent der Flächen. Im Produktionssektor arbeiteten 29 Erwerbstätige in der Bauwirtschaft und 11 im Bereich Herstellung von Waren. Die wichtigsten Arbeitgeber des Dienstleistungssektors waren die Bereiche soziale und öffentliche Dienste (93), freiberufliche Dienstleistungen (78) und der Handel (40 Mitarbeiter).
| Wirtschaftssektor            | Anzahl Betriebe | Anzahl Betriebe | Anzahl Betriebe | Erwerbstätige | Erwerbstätige | Erwerbstätige |
| Wirtschaftssektor            | 2021            | 2011            | 2001            | 2021          | 2011          | 2001          |
| ---------------------------- | --------------- | --------------- | --------------- | ------------- | ------------- | ------------- |
| Land- und Forstwirtschaft 1) | 38              | 65              | 75              | 54            | 42            | 41            |
| Produktion                   | 15              | 14              | 6               | 54            | 40            | 15            |
| Dienstleistung               | 218             | 156             | 49              | 442           | 250           | 116           |

1) Betriebe mit Fläche in den Jahren 2010 und 1999, Arbeitsstätten im Jahr 2021

### Arbeitsmarkt, Pendeln
Im Jahr 2011 lebten 1321 Erwerbstätige in Stattegg. Davon arbeiteten 192 in der Gemeinde, mehr als 85 Prozent pendelten aus.

### Verkehr
Stattegg liegt abseits der Hauptverkehrsstraßen. Da die Gemeinde am Talschluss liegt, gibt es keinen Durchgangsverkehr. Die Pyhrn Autobahn (A 9) ist rund fünf Kilometer entfernt und über die Anschlussstelle Graz-Nord (175) erreichbar. Die Grazer Straße (B 67) ist etwa vier Kilometer entfernt. In Stattegg befindet sich kein Bahnhof. Die Entfernung zum Hauptbahnhof Graz beträgt circa. sieben Kilometer. Die Linie 53 der Graz AG Verkehrsbetriebe fährt vom Hauptbahnhof nach Stattegg, Fuß der Leber und die Linie 45 von Andritz über St. Veit nach Rannach. Die Linie 47 von Andritz über Kalkleiten zur Leber wurde im Jahr 2015 eingestellt. Der Flughafen Graz ist rund 17 km entfernt.
Die Abwässer der Gemeinde werden in der Kläranlage der Stadt Graz in Gössendorf gereinigt und anschließend der Mur zugeführt.

## Politik

### Gemeinderat
Der Gemeinderat besteht aus 15 Mitgliedern und setzt sich seit der Gemeinderatswahl 2020 aus Mandataren folgender Parteien zusammen:
- 7 ÖVP,
- 3 Grüne und
- 5 Bürgerliste Stattegg

Die letzten Gemeinderatswahlen brachten die folgenden Ergebnisse:
| Partei          | 2020 | 2020 | 2020 | 2015 | 2015 | 2015 | 2010 | 2010 | 2010 |
| Partei          | Sti. | %    | M.   | Sti. | %    | M.   | Sti. | %    | M.   |
| --------------- | ---- | ---- | ---- | ---- | ---- | ---- | ---- | ---- | ---- |
| ÖVP             | 681  | 41   | 7    | 1055 | 63   | 10   | 1033 | 62   | 10   |
| SPÖ             | 96   | 6    | 0    | 0266 | 16   | 02   | 0423 | 25   | 04   |
| Die Grünen      | 299  | 18   | 3    | 0256 | 15   | 02   | 0130 | 08   | 01   |
| FPÖ             | 32   | 2    | 0    | 0111 | 07   | 01   | 0090 | 05   | 0    |
| Bürgerliste     | 537  | 33   | 5    |      |      |      |      |      |      |
| Wahlbeteiligung | 68 % | 68 % | 68 % | 73 % | 73 % | 73 % | 75 % | 75 % | 75 % |

### Bürgermeister
- bis 2006 Helmut Möstl (ÖVP)
- bis 2020 Karl Zimmermann (ÖVP)
- seit 2020 Andreas Kahr-Walzl (ÖVP)[13]

### Wappen
Die Verleihung des Gemeindewappens erfolgte mit Wirkung vom 1. Juni 1954.
Blasonierung (Wappenbeschreibung): Ein silberner Pfahl im grünen Felde.

## Persönlichkeiten

### Ehrenbürger
- 1952 Josef Krainer (1903–1971), Landeshauptmann
- 1952 Ulrich Lässer, Gemeinderat
- 1954 Heribert Ringer, Bürgermeister 1951–1965
- 1965 Alexander Mayer
- 1978 Friedrich Niederl (1920–2012), Landeshauptmann
- 1978 Eduard Matzenauer, Bürgermeister 1965–1988
- 1984 Josef Krainer (1930–2016), Landeshauptmann
- 2006 Helmut Möstl, Bürgermeister 1988–2006

### Mit Stattegg verbundene Persönlichkeiten
- Franz Feiertag (* 5. Dezember 1955 in Graz), Einzel-Europameister im Orientierungsreiten 2010[16]
- Franz Josef Lässer (* 17.Jänner 2001) Radsport, Europameister 2021(Straße), Teilnehmer Para-Olympics, Paris 2024
- Simone Sill (* 23. Jänner 1993), Basketballnationalteam
- Viktoria Willhuber (* 11. Februar 2001), Leichtathletik, ÖLV - Rekordhalterin 4-mal-100-Meter-Staffel
- Florian Kainz (* 24. Oktober 1992), österreichischer Fußballer